# Chùa Võng Thị
Chùa Võng Thị còn có tên là Vinh Khánh tự nằm ở 75 Võng Thị, phường Bưởi, quận Tây Hồ, Hà Nội. Chùa được xây dựng vào cuối thời nhà Lý và đã được sửa chữa nhiều lần. Chính điện được bài trí tôn nghiêm, tầng trên cùng an vị bộ tượng Tam Thế Phật. Mỗi tượng cao 0,9m, kể cả tòa sen là 1,2m, ngang gối 0,54m, tạc bằng gỗ vào thời nhà Mạc. Chùa đã được Bộ Văn hóa công nhận là Di tích lịch sử - văn hóa quốc gia.